# Cyrtonus dufouri
Cyrtonus dufouri là một loài bọ cánh cứng trong họ Chrysomelidae. Loài này được Dufour miêu tả khoa học năm 1847.